# Kortijs
Kortijs (Limburgs: Kortêês) is een dorp in de Belgische provincie Limburg, en een deelgemeente van de gemeente Gingelom. Het was een zelfstandige gemeente tot het bij de fusie van 1971 toegevoegd werd aan de gemeente Montenaken die op zijn beurt in 1977 opgenomen werd in de gemeente Gingelom.
Kortijs is een klein dunbevolkt landbouwdorp in het zuiden van de gemeente Gingelom aan de taalgrens. Het grondgebied wordt ten zuiden van de dorpskom doorsneden door de autosnelweg A3/E40.

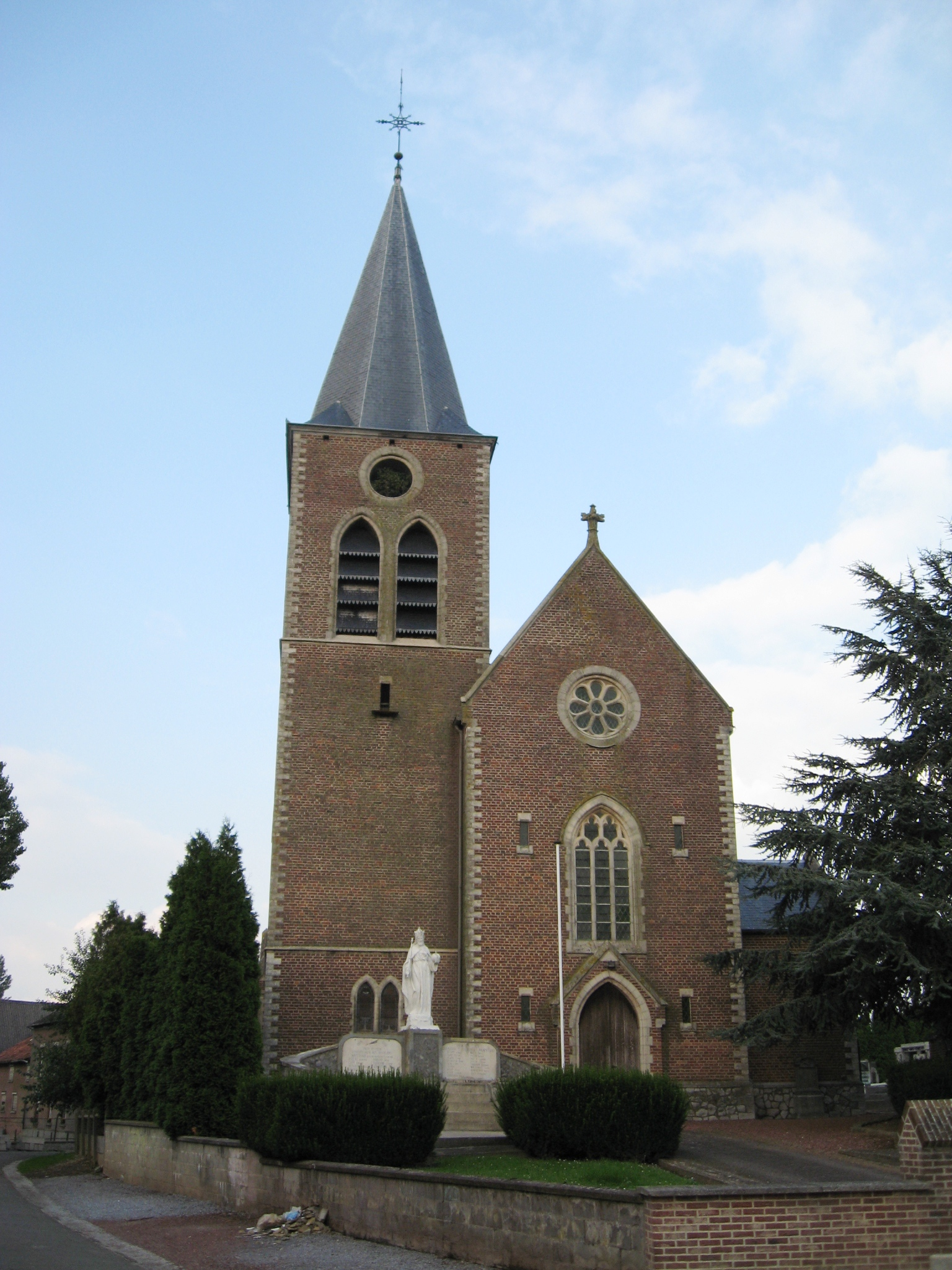
Maria Magdalenakerk

## Etymologie
Kortijs werd voor het eerst vernoemd in 1232, en wel als Curtis, naar het Oudfrans: Courtil of hoeve.

## Geschiedenis
De aanwezigheid van Romeinse grafheuvels (tommen) toont het belang aan van de Romeinen in deze streek.
Van oorsprong was Kortijs een allodiale heerlijkheid, onderworpen aan het Allodiaal Hof (Eigenhof) te Luik. Vanaf midden 14e eeuw was de heerlijkheid in bezit van de familie Van Nassau, welke deze in 1468 afstond aan de familie De Kerckem. Van 1586-1616 was Kortijs in bezit van de familie De Merlemont de Trerart, en van 1682-1712 van Woot de Trixhe. In 1712 werd de heerlijkheid verkocht aan de familie de Bormans de Hasselbrouck. Ook de Abdij van Val-Notre-Dame had vanaf einde 15e eeuw een kwart van het grondgebied van Kortijs in bezit en beschikte ook over het tiendrecht van de parochie.

## Demografische ontwikkeling
- Bronnen:NIS, Opm:1831 tot en met 1961=volkstellingen

## Bezienswaardigheden
- De neogotische Maria Magdalenakerk uit 1893. Het orgel van de kerk is sinds 2004 beschermd als monument.
- De Drie Tommen, een Romeins grafveld is beschermd als monument sinds 1979. Verder naar het noordoosten liggen de Twee Tommen.
- De Snyershoeve aan Kapelstraat 8 is een vierkantshoeve ontstaan in 1635, maar met een huidige kern uit de 2e helft van de 18e eeuw, doch verbouwd in de eerste helft van de 19e eeuw.

## Natuur en landschap
Kortijs ligt in Droog-Haspengouw. Het is een open akkerbouwlandschap. De hoogte bedraagt ongeveer 135 meter. De Molenbeek ontspringt nabij Kortijs.

## Nabijgelegen kernen
Vorsen, Boëlhe, Cras-Avernas, Klein-Vorsen, Borlo
Deelgemeenten: Boekhout · Borlo · Buvingen · Gingelom · Jeuk · Kortijs · Mielen-boven-Aalst · Montenaken · Muizen · Niel-bij-Sint-Truiden · Vorsen

Gehuchten: Hasselbroek · Heiselt · Hundelingen · Jeuk-Station · Klein-Jeuk · Klein-Vorsen

Belgische gemeenten · Arrondissement Hasselt · Limburg · Vlaanderen